# Vida de un bombero estadounidense
Vida de un bombero estadounidense (título original en inglés: Life of an American Fireman) es un cortometraje dirigido por Edwin S. Porter estrenado en 1903, realizada para Thomas Alva Edison con el fin de experimentar mayor duración en una filmación, que anteriormente se limitaba a escenas cotidianas y secuencias sin empleo de montaje o de edición. Fue una de las primeras películas en poseer argumento, acción, e incluso primer plano. La realización de esta película  pionera supone un gran paso en el mundo cinematográfico, y su innovación la hizo ser de un gran peso significativo. En 2016, fue seleccionada para ser preservada en la National Film Registry en Estados Unidos, por la Library of Congress. La calificaron como una película "culturalmente, históricamente o estéticamente significativa".

## Argumento
Una mujer y su pequeña hija despiertan en su habitación, la madre nota que entra humo a la habitación, abre la ventana, pide ayuda y pierde el conocimiento. La puerta se abre de golpe con un hacha y entra un bombero que abre las cortinas y rompe una ventana. Toma a la madre en sus brazos y la evacua por las escaleras construidas afuera. Después de unos segundos, el bombero, reaparece en lo alto de las escaleras, con las manos vacías, entra en la habitación, agarra a la niña y la saca de la habitación. Segundos después, dos bomberos más aparecen en las escaleras y entran a la habitación para extinguir el fuego con mangueras contra incendios.
De otro modo,  volvemos a ver la misma operación, pero esta vez en un marco desde el exterior de la casa, que muestra todo el ancho de su fachada. El primer bombero golpea la puerta inferior con un hacha y entra en la casa llena de humo. Una mujer joven aparece por la ventana y pide ayuda. Se la ve desmayarse mientras otros bomberos subían las escaleras por delante. Entonces aparece el primer bombero arriba y rompe la ventana con un hacha. Desaparece en la habitación por unos segundos, regresando con la niña inconsciente en sus brazos. Abajo, un grupo de bomberos empieza a rociar de agua la fachada. El rescatista baja a la madre al suelo, que rápidamente recupera el sentido. Ella se arrodilla rogándole, señalando la ventana. El bombero vuelve a subir la escalera, entra por segunda vez en la habitación y reaparece con la niña en brazos, la cual se reúne con su madre.

## Información General

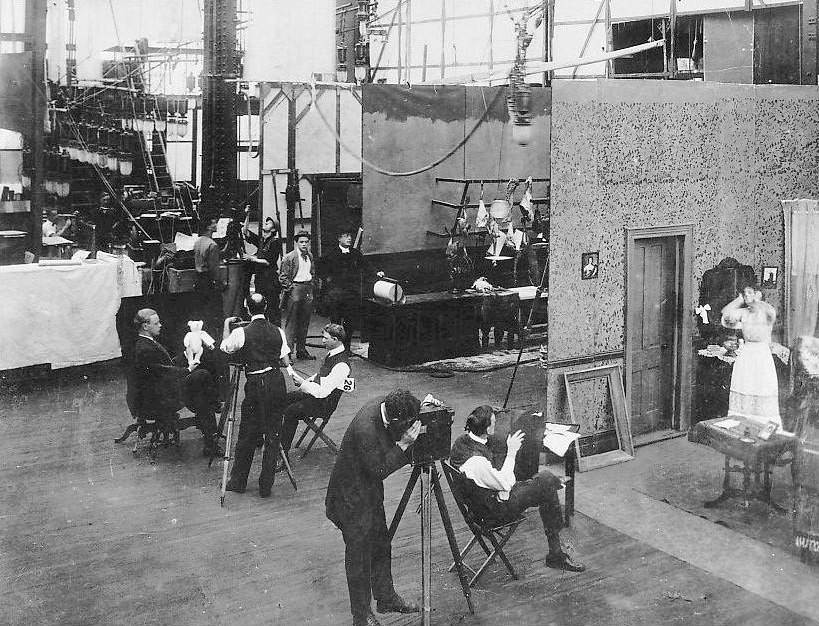
Edison Studios. Compañía de producción fundada por Thomas Alva Edison en 1894, cuya sede estaba en Estados Unidos. Actualmente ya no existe, fue en 1918 cuando cerró.

"Life of an American Fireman" es un filme en blanco y negro, como es claramente visible en la imagen derecha. Consta de seis minutos de duración y es clasificable dentro de cine independiente.
- Se estrenó en 1903, a principios de año (enero).
- Los directores son, principalmente Edwin S. Porter, y luego George S. Fleming (actor).
- La cinematografía corrió a cargo del propio Edwin S. Porter.
- El guión fue también ideado y confeccionado por el propio Edwin S. Porter.
- La producción la llevó Edison Studios.
- La distribución, como es imaginable, también fue llevada por la compañía Edison Studios.
- El cortometraje pertenece a la categoría de Cine Mudo.
- El reparto lo encabeza el actor Arthur White, al que sigue Vivian Vaughan.

## Las escenas de la película
La película consta de un total de nueve escenas individuales que se han agrupado en siete secciones.
1. La visión del bombero de una mujer y una niña en peligro.
2. Una vista cercana de una caja de alarma contra incendios de Nueva York.
3. El interior de los dormitorios en la estación de bomberos.
4. Interior de la casa de máquinas.
5. El aparato saliendo de la casa de máquinas.
6. Al fuego.
7. La llegada al fuego.

Esta construcción particular de tiempo y espacio no fue inventada por Porter, pero él maximizó su uso y la desarrolló aún más en su película más famosa de 1903, The Great Train Robbery.
Charles Musser, estudioso del cine, señala que esta película representa el rol social de los bomberos que estaba cambiando en la época.

## Importancia histórica
Por primera vez, la vida de un bombero estadounidense utiliza el proceso narrativo cinematográfico, uno de los más antiguos para poetas y escritores, girando libremente a través del espacio y el tiempo: una premonición, un flashback cinematográfico.  
“Un bombero de guardia ve en un sueño a una mujer acostando a su pequeña. Ambos se ven en la misma toma que el bombero dormido, a través de un recorte redondo superpuesto a la derecha del marco, que se desvanece hacia adentro y hacia afuera. El bombero se despierta de repente, activa la alarma. De hecho, en una habitación, vemos a la madre y su hija atrapadas en las llamas."

## Versiones diferentes
Durante mucho tiempo, la película se consideró importante por su estilo de montaje inusual , y se consideró el primer ejemplo de cross-cutting , especialmente durante las escenas finales del rescate de la mujer y su hijo. Sobre esta base, Porter fue aclamado como un editor innovador. Sin embargo, una investigación posterior del proyecto de impresión en papel de la Biblioteca del Congreso de Estados Unidos sugirió que la versión transversal se reeditó en algún momento no especificado después del lanzamiento de la película en 1903, y que en su forma original utilizó pocos, si es que alguno, de las ediciones pioneras reivindicadas. Como se lanzó originalmente, el punto de vista interior de la casa en llamas se muestra primero y se completa. Luego, la misma acción exacta que se repite se muestra nuevamente desde el exterior. Charles Musser, historiador de cine, relató la historia de esta controversia en Before the Nickelodeon y concluyó que la versión impresa en papel que contenía la acción repetitiva fue la que se publicó en 1903.